# Jade Howard
Jade Howard (sinh ngày 3 tháng 4 năm 1995) là một vận động viên bơi lội người Zambia.  Tại Thế vận hội Mùa hè 2012, cô đã thi đấu ở nội dung 100 mét tự do nữ, hoàn thành ở vị trí 39 chung cuộc, không thể vượt qua vòng bán kết.